# Sisyrinchium arenarium
Sisyrinchium arenarium (Ñuño) es una planta de flores amarillas pequeñas (2-3 cm) de la familia de las iridáceas, que se conoce con el nombre vulgar de nuño o huilmo amarillo en Argentina y Chile, donde se da especialmente en la Patagonia austral. 

## Descripción
El género Sisyrinchium comprende unas 150 especies de plantas perennes estacionales nativas de América, desde el norte de Canadá hasta Tierra del Fuego y las Islas Malvinas. Las flores, que florecen al final de la primavera y a principios del verano, tienen un borde marrón en la base de los tépalos y se agrupan en varas florales aladas. Los frutos son cápsulas globosas alargadas con numerosas semillas circulares. En inglés se le llama yellow-eyed grass. Esta planta resiste temperaturas bajas (-8 °C), puede tolerar una nevada ocasional y cobertura por nieve durante un par de semanas al año. Equivalente a la zona climática 8 de USDA.

## Curiosidades
Da nombre a un importante Municipio de Santiago de Chile, Ñuñoa.

## Taxonomía
Sisyrinchium arenarium fue descrita por Eduard Friedrich Poeppig y publicado en Fragmentum Synopseos Plantarum Phanerogamum 3. 1833.
Variedad aceptada
- Sisyrinchium arenarium subsp. adenostemon (Phil.) Ravenna

Sinonimia
- Bermudiana humilis (Phil.) Kuntze
- Bermudiana nervosa (Phil.) Kuntze
- Sisyrinchium adenostemon subsp. microspathum (Phil.) Ravenna
- Sisyrinchium angustifolium Phil.
- Sisyrinchium flexuosum Phil.
- Sisyrinchium flexuosum Lindl.
- Sisyrinchium humile Phil.
- Sisyrinchium microspathum Phil.
- Sisyrinchium multiflorum Phil.
- Sisyrinchium nervosum Phil.
- Sisyrinchium nervosum subsp. atrichum Ravenna
- Sisyrinchium oligostachyum Phil.
- Sisyrinchium striatum var. microspathum (Phil.) Speg.[7]